# Коленда, Виктор Константинович
Виктор Константинович Коленда (13 сентября 1872, Выкса, Нижегородская губерния, Российская империя — 1 марта 1945, Москва, СССР) — русский и советский москвовед и художник.

## Биография
Родился 13 сентября 1872 года в Выксе в семье заводского врача. Чуть позже переехал в Москву и поступил на художественный факультет МГУ. Всю свою жизнь посвятил художественному изображению Москвы. Запечатлел Красную площадь в годовщину смерти В. И. Ленина с первым деревянным мавзолеем. Ряд художественных работ посвящены Московскому Кремлю. Являлся участником ряда художественных выставок, организованных в Москве в предвоенные годы.
Скончался 1 марта 1945 года в Москве. Кремирован, урна с прахом захоронена в колумбарии Донского кладбища.